# Baron Hazlerigg
Baron Hazlerigg, of Noseley in the County of Leicester, ist ein erblicher britischer Adelstitel in der Peerage of the United Kingdom.
Familiensitz der Barone ist Noseley Hall bei Billesdon in Leicestershire.

## Verleihung
Der Titel wurde am 12. Februar 1945 für den konservativen Politiker und Lord Lieutenant von Leicestershire Sir Arthur Hazlerigg, 13. Baronet geschaffen. Dieser hatte bereits 1890 von seinem Großvater den fortan nachgeordneten Titel 13. Baronet, of Noseley Hall in the County of Leicester, geerbt, der am 21. Juli 1622 in der Baronetage of England seinem Vorfahren Thomas Hesilrige (1564–1629) verliehen worden war.
Heutiger Titelinhaber ist seit 2022 sein Urenkel Arthur Hazlerigg, 4. Baron Hazlerigg. 

## Liste der Barone Hazlerigg (1945)
- Arthur Hazlerigg, 1. Baron Hazlerigg (1878–1949)
- Arthur Hazlerigg, 2. Baron Hazlerigg (1910–2002)
- Arthur Hazlerigg, 3. Baron Hazlerigg (1951–2022)
- Arthur Hazlerigg, 4. Baron Hazlerigg (* 1987)

Titelerbe (Heir Apparent) ist der Sohn des aktuellen Titelinhabers, Hon. Arthur Hazlerigg (* 2020).